# Jack Cardiff
Jack Cardiff (18 de septiembre de 1914 – 22 de abril de 2009), fue un director de fotografía, director y actor cinematográfico de nacionalidad británica.
A lo largo de su carrera vivió la evolución de la industria cinematográfica desde la época del cine mudo hasta el siglo XXI participando, entre otros hitos, en los primeros rodajes en Technicolor. Fue conocido por su influyente fotografía en color utilizada en rodajes de cineastas como Michael Powell y Emeric Pressburger, John Huston y Alfred Hitchcock.
En 2000 fue nombrado oficial de la Orden del Imperio Británico, y en 2001 se le otorgó un Óscar honorífico por su contribución a la industria del cine.
El trabajo de Jack Cardiff es analizado en detalle en la película documental Cameraman: The Life and Work of Jack Cardiff (2010).

## Inicios
Su verdadero nombre era John George James Gran, y nació en Great Yarmouth, Inglaterra, siendo sus padres Florence y John Joseph Cardiff, artistas de music hall. Él trabajó como actor desde edad temprana, tanto en el music hall como en diferentes cintas mudas, como My Son, My Son (1918), Billy's Rose (1922), The Loves of Mary, Queen of Scots (1923) y Tiptoes (1927). A los 15 años de edad empezó a trabajar como ayudante de fotografía, claquetista y miembro del equipo de producción para British International Pictures, participando en películas como la dirigida por Hitchcock The Skin Game (1931).

## Director de fotografía
En 1935 Cardiff se graduó como camarógrafo y ocasional director de fotografía, trabajando principalmente para London Films. Fue el primer cineasta en rodar en el Reino Unido un film en Technicolor: Wings of the Morning (1937). Además, rodó varios filmes en la India, pues los británicos querían mostrar la nueva capital, Delhi.
El momento clave de su trayectoria llegó cuando fue nombrado camarógrafo de segunda unidad de la película de Michael Powell y Emeric Pressburger Coronel Blimp (1943). Los directores quedaron impresionados por su trabajo, y le contrataron como director de fotografía de su film en Technicolor A Matter of Life and Death (1946). Su colaboración continuó con Narciso negro (1947), película con la cual Cardiff ganó un Premio Oscar y un Globo de Oro, y Las zapatillas rojas (1948). Estas cintas le valeron a Cardiff la posibilidad de trabajar en una serie de producciones de gran presupuesto.
En 1995, la British Society of Cinematographers le otorgó un premio en reconocimiento a su carrera artística.

## Trabajo como director
A finales de los años 1950, Cardiff empezó a dirigir, obteniendo dos éxitos modestos con Intent to Kill (1958) y Web of Evidence (1959). Sin embargo, su adaptación de una novela de D. H. Lawrence rodada en 1960, Sons and Lovers, protagonizada por Trevor Howard, Wendy Hiller y Dean Stockwell, fue un gran éxito, económico y de crítica. Con la película consiguió siete nominaciones a los Premios Oscar (entre ellas la de mejor director), ganando Freddie Francis el premio a la mejor fotografía en blanco y negro. Cardiff recibió por la película un Globo de Oro al mejor director.

## Últimos años
Tras concentrarse en la dirección en los años 1960, volvió a trabajar como director de fotografía en las décadas de 1970 y 1980, participando principalmente en películas estadounidenses destinadas al gran público.
Una de las últimas cintas que fotografió fue un corto titulado Lights 2 (dirigido por Marcus Dillistone), rodado en los Pinewood Studios en 2004, e interpretado por John Mills. ¡La suma de las edades del actor y del director de fotografía era de 186 años!
Se rodó un documental acerca de la vida y de la carrera de Cardiff, Cameraman: The Life and Work of Jack Cardiff (2010), dirigido por Craig McCall. Tardó 17 años en completarse, pero no se estrenó hasta después de su muerte. Además de varias entrevistas con el cineasta, incluye homenajes de Martin Scorsese, Thelma Schoonmaker, Kathleen Byron, Kim Hunter, Moira Shearer, John Mills, Lauren Bacall, Charlton Heston y Kirk Douglas. Fue elegido para competir en la selección oficial de Cannes Classics en el Festival de Cannes en 2010, así como en otros cuatro importantes festivales celebrados ese año.
Jack Cardiff falleció por causas naturales el 22 de abril de 2009, a los 94 años de edad, en Ely, Inglaterra, el mismo día en que fallecía Ken Annakin, con el cual había trabajado en The Fifth Musketeer (1979). Le sobrevivió su esposa y sus cuatro hijos.

## Filmografía

### Director de fotografía
Jack Cardiff fue camarógrafo y director de fotografía en 73 filmes, documentales y series televisivas entre 1935 y 2007. Estas son algunas de sus principales producciones:
- Knight Without Armor (1937), de Jacques Feyder.
- Delhi (1938), de Hans Nieter
- The Great Mr. Handel (1942), de Norman Walker.
- A vida o muerte (1946), de Michael Powell y Emeric Pressburger.
- Narciso negro (1947), de Michael Powell y Emeric Pressburger.
- Las zapatillas rojas (1948), de Michael Powell y Emeric Pressburger.
- Under Capricorn (1949), de Alfred Hitchcock.
- La rosa negra (1950), con Orson Welles.
- The Magic Box (1951), de John Boulting.
- Pandora and the Flying Dutchman (1951), de Albert Lewin.
- The African Queen (1951), de John Huston.
- La condesa descalza (1954), de Joseph L. Mankiewicz
- Guerra y paz (1956), de King Vidor.
- El príncipe y la corista (1957), de Laurence Olivier.
- Legend of the Lost (1957), de Henry Hathaway.
- Los vikingos (1958), de Richard Fleischer.
- Fanny (1961), de Joshua Logan.
- Muerte en el Nilo (1978), de John Guillermin.
- The Awakening (1980), de Mike Newell.
- Ghost Story (1981), de John Irvin.
- Los perros de la guerra (1981), de John Irvin.
- Conan el Destructor (1984), de Richard Fleischer.
- Rambo: First Blood Part II (1985), de George P. Cosmatos

### Director
- The Story of William Tell (1953) (inacabada)
- Intent to Kill (1958)
- Web of Evidence (1959)
- Scent of Mystery (1960)
- Hijos y amantes (1960)
- My Geisha (1962)
- The Lion (1962)
- The Long Ships (1963)
- El soñador rebelde (1965)
- The Liquidator (1965)
- El último tren a Katanga (1968)
- The Girl on a Motorcycle (1968)
- The Mutations (1974)
- Penny Gold (1973)

## Premios y distinciones
Premios Óscar
| Año  | Categoría                 | Película         | Resultado |
| ---- | ------------------------- | ---------------- | --------- |
| 1948 | Mejor fotografía en color | Narciso negro    | Ganador   |
| 1957 | Mejor fotografía en color | Guerra y paz     | Nominado  |
| 1961 | Mejor director            | Hijos y amantes  | Nominado  |
| 1962 | Mejor fotografía en color | Fanny            | Nominado  |
| 2001 | Óscar Honorífico          | Óscar Honorífico | Ganador   |